# Sars-la-Bruyère
Sars-la-Bruyère is een dorp in de Belgische provincie Henegouwen, en een deelgemeente van de Waalse stad Frameries. Tot 1 januari 1977 was het een zelfstandige gemeente.

## Demografische ontwikkeling
- Bronnen:NIS, Opm:1831 tot en met 1970=volkstellingen, 1976= inwoneraantal op 31 december

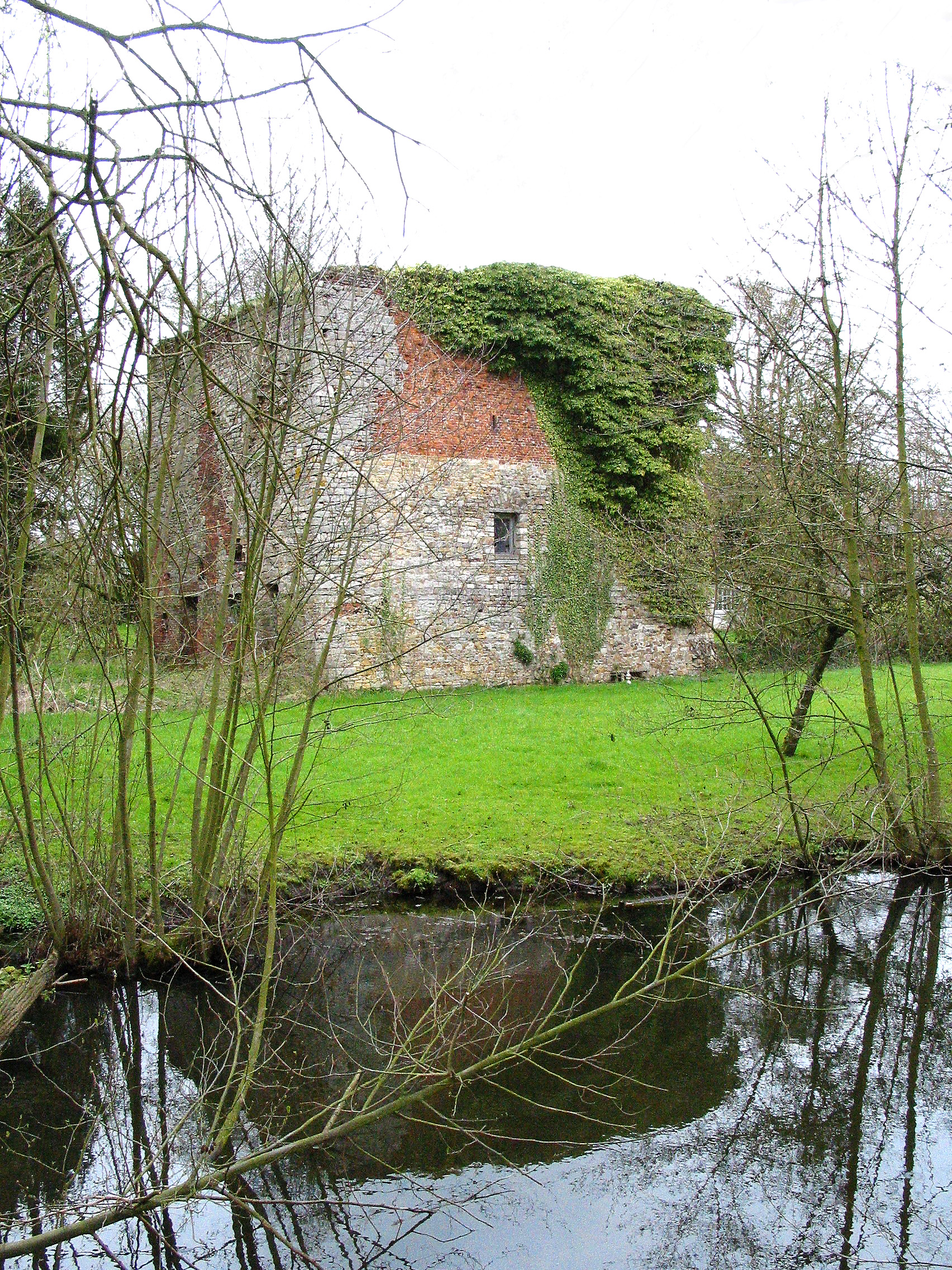
de oude donjon van de kasteelboerderij de la Poterie (XIIIde eeuw).

## Bezienswaardigheden
- De oude donjon van de kasteelboerderij de la Poterie uit de 13de eeuw.
- De Église Sainte-Aldegonde